# Luftschutz

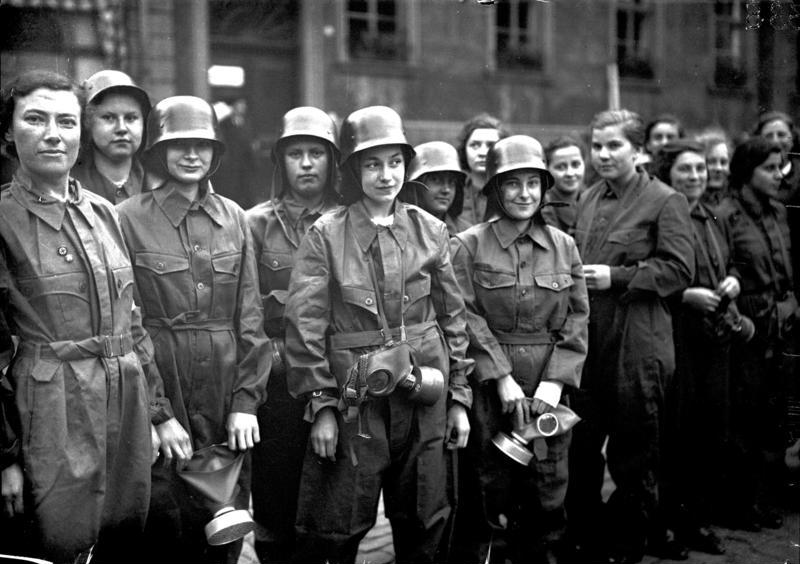
Luftschutzhelferinnen in Worms, 1939

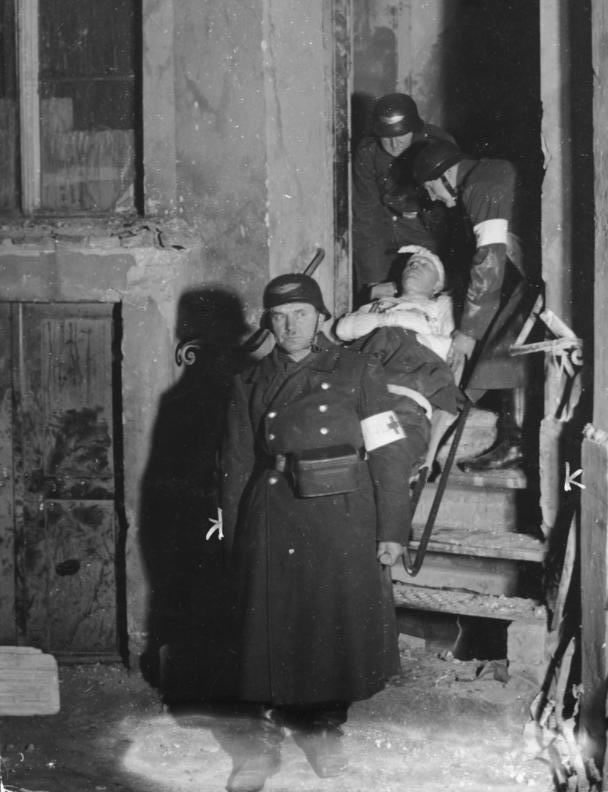
Der Sanitätsdienst des Sicherheits- und Hilfsdienstes (SHD), Herbst 1941

Luftschutz ist ein Sammelbegriff für Maßnahmen zum Schutz gegen Luftangriffe, insbesondere gegen Bombenangriffe. Zu unterscheiden sind staatliche und private Maßnahmen, letztere häufig aufgrund gesetzlicher Vorgaben, aktive (militärischer Flugabwehr) und passive Maßnahmen (ziviler Luftschutz: Verdunkelung, Tarnung), ein örtlicher ziviler (z. B. Hauswarte) von einem überörtlichen Luftschutz (Luftschutzregimenter). In Österreich wird dieser Begriff in der heutigen Zeit nicht mehr verwendet. Maßnahmen, die diesem entsprächen, sind im Begriff Zivilschutz mit eingeschlossen.

## Vorgeschichte
Im Ersten Weltkrieg zeigte sich, dass bei Kriegshandlungen Teile der Zivilbevölkerung mehr als früher gefährdet waren, da zum ersten Mal auch Städte tief im Hinterland durch Zeppeline und später Flugzeuge bombardiert wurden. Diese technologische Neuerung wurde in der Folge vielfach überschätzt, man ging davon aus, mit genügend Bomben in relativ kurzer Zeit den Willen der Zivilbevölkerung brechen zu können, weshalb alle Staaten sowohl nach einer Möglichkeit suchten, die feindliche Bevölkerung zu treffen, als auch Wege finden mussten, um die prognostizierten extrem hohen Opferzahlen im eigenen Land zu vermeiden. In der Zwischenkriegszeit nahmen einige Militärs und Politiker an, dass künftig nicht nur Explosiv- und Brandmittel, sondern auch Giftgas abgeworfen werden würden, wie es im Rifkrieg 1921–1926 und im Italienisch-Äthiopischen Krieg 1935/36 der Fall war. 1927 beschloss die deutsche Reichsregierung (Kabinett Marx IV), Maßnahmen für den zivilen Luftschutz zu treffen. Das Recht dazu war im Pariser Abkommen vom 22. Mai 1926 anerkannt worden.
Das „Luftschutzamt“ war bis 1933 die oberste Behörde der militärischen Luftfahrt. Im April übertrug der Reichswehrminister Werner von Blomberg das Luftschutzamt aus seinem Geschäftsbereich an das Reichsluftfahrtministerium (Hermann Göring). Bald nach der Machtergreifung leitete das NS-Regime erste staatliche Maßnahmen ein und stimmte damit die Bevölkerung auf den bevorstehenden Krieg ein, auf den das NS-Regime hinarbeitete (siehe Aufrüstung der Wehrmacht). Der mit der praktischen Durchführung (d. h. Ausbildung und Leitung der Bevölkerung im Einsatz) beauftragte Reichsluftschutzbund diente auch der NS-Propaganda (politische Beeinflussung und Bespitzelung der Bevölkerung).
In Deutschland hatte die Luftschutzdienstpflicht während des Zweiten Weltkriegs eine besondere Bedeutung.

## Maßnahmen
Aktiver Luftschutz:

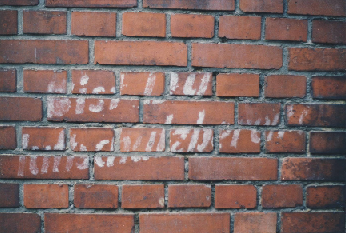
Mauerschrift in Greiz (Thüringen): „Bist Du luftschutzbereit?“

- Luftraumüberwachung durch Beobachter, Schallortung, Radar, um frühzeitig Warnungen ausgeben zu können
- Abschirmung des Luftraumes durch Abfangjäger
- Bekämpfung von Angriffsflugzeugen durch Flugabwehrkanonen (Flak) und Flugabwehrraketen (1945 in der Erprobung)
- unbemannte Prallluftschiffe (Blimps) an langen Seilen zum Schutz vor Tieffliegern (z. B. bei alliierten Streitkräften während der Landung in der Normandie) und Sperrballone

Passiver Luftschutz, technische Maßnahmen:
- Systeme zur Warnung der Bevölkerung (Sirenen, Radiodurchsagen – im Zweiten Weltkrieg im späteren Kriegsverlauf zunehmend abhörsicher über Drahtfunk)
- Staatliche Verpflichtung beim Neubau von Wohngebäuden zum Einbau „bombenfester“ Kellerdecken
- Zurverfügungstellung von Luftschutzbunkern
- Bauliche Maßnahmen in Wohn- und Geschäftshäusern
  - Dunkle Tarnanstriche
  - Einrichtung von Luftschutzkellern mit feuerfesten Stahltüren
  - Fluchttunnel zwischen den Luftschutzkellern benachbarter Häuser
  - Zusätzliche Abstützungen der Kellerdecken
  - Abdeckung von Lichtschächten zu den Kellern mit Stahlplatten (noch heute sind diese z. B. in der Bonner Altstadt zu sehen)
  - Zusätzliche Treppenzugänge zu den Kellern
  - Es wurde mit Prototypen für „bombensichere“ Wohnhäuser experimentiert. Deren Dach und Außenwände bestanden aus ca. 1 m dickem Stahlbeton. Diese wurden nie gebaut, da das Kriegsende vor der Fertigstellung der Serienmodelle kam.
- Brandschutzvorsorge durch Anstriche und Bereitstellen von Löschmitteln (Eimer, Feuerspritze, Löschpatsche, Löschsand)
- Ausgabe von einfachen Volksgasmasken in verschiedenen Größen
- Verteilung von lumineszierenden Leuchtplaketten zum Anstecken an die Bekleidung
- Vernebelungsanlagen
- Bau von Scheinanlagen („Decoys“), z. B. Geisterstädte, Scheinflughäfen oder Scheinfabriken wie der Kruppschen Nachtscheinanlage

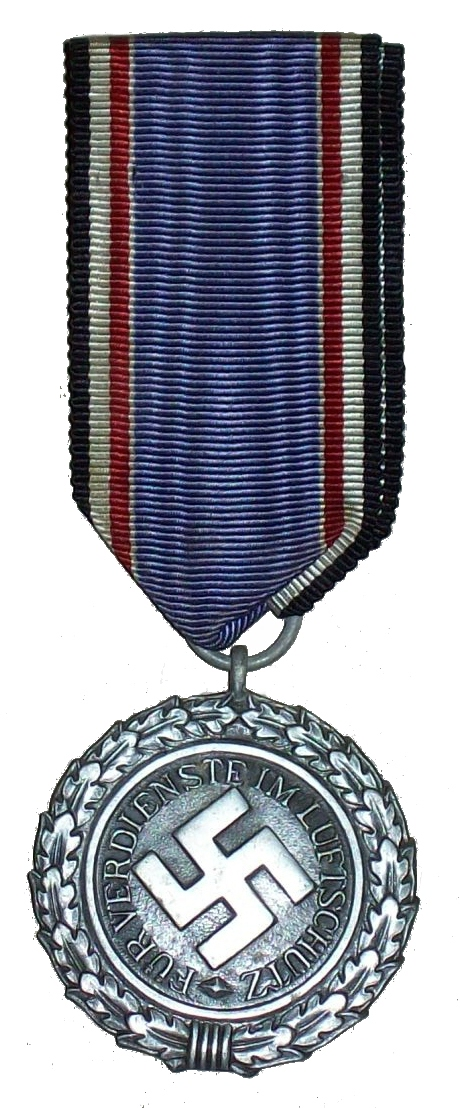
Luftschutz-Ehrenzeichen, Stiftungsjahr 1938

Bei Fliegeralarm sollten die Fensterflügel geöffnet und festgestellt, die Fensterläden oder Rollläden geschlossen werden, um die Fensterscheiben gegen die Druckwellen von Sprengbomben zu schützen.
Passiver Luftschutz, organisatorische Maßnahmen:
- 1933 Gründung des Reichsluftschutzbundes, zur Ausbildung der Wohnbevölkerung in Luftschutzmaßnahmen und zur psychologischen Führung, Bestellung von Luftschutzwarten zur Führung der Wohnbevölkerung bei Luftangriffen.
- 1936 Eingliederung der Berufsfeuerwehren in die Polizei als technische Hilfspolizei, Ausbildung von Polizeioffizieren zu Luftschutzoffizieren
- weitere Maßnahmen bis 1939

weitere gesetzliche Maßnahmen, z. B. Luftschutzverordnungen, Einstufung von Gemeinden nach ihrer Luftgefährdung.
Aufbau und Ausbau von Einsatzeinheiten: Verpflichtung von Betrieben zum Aufbau eines Werkluftschutzes, Aufbau eines Besonderen Luftschutzes der Verwaltungen (Post, Bahn, Wasserstraßenverwaltung, Wehrmacht, SS), Verstärkung der Technischen Nothilfe. Aufbau von motorisierten, verbandsmäßig einzusetzenden Luftschutzeinheiten der Luftwaffe in Konkurrenz zu den Feuerwehren.
Aufstellung von Mobilmachungsplänen für den Luftschutz
- Verdunkelungspflicht

Verwendung spezieller Luftschutzlampen
Merkblatt zum Verhalten: (August 1939)

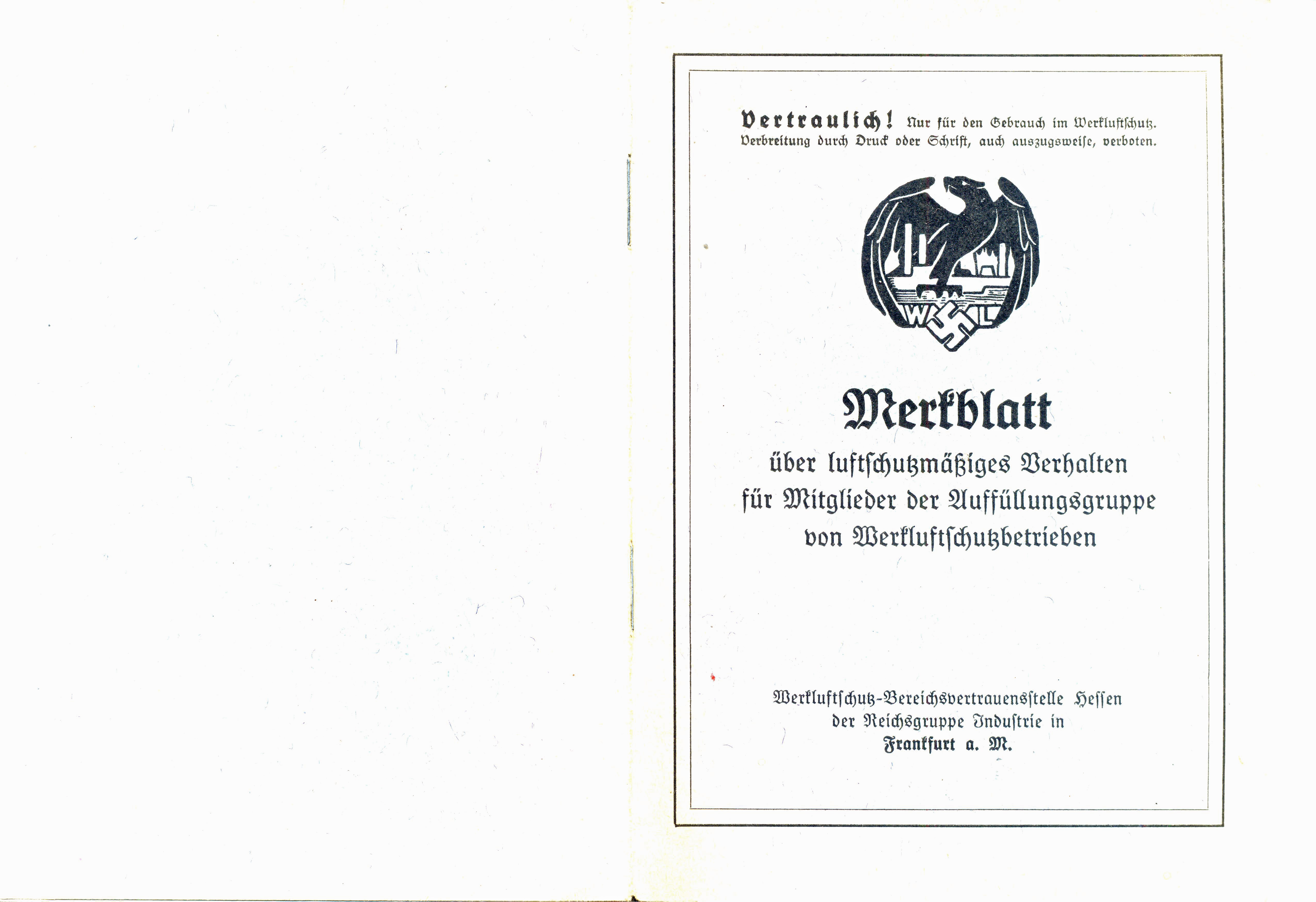
Deckblatt mit Vertraulichkeitshinweis
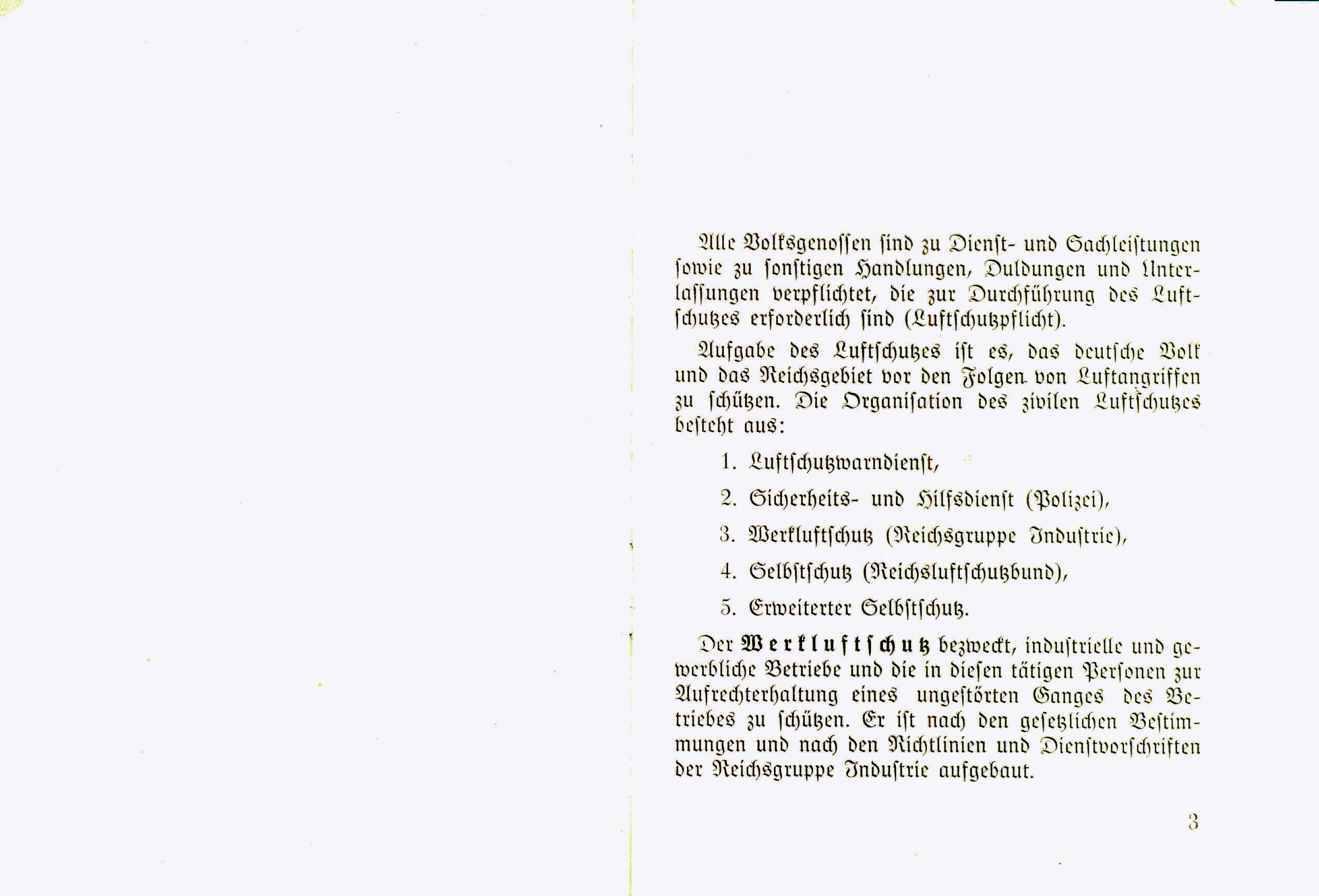
Einleitende Informationen
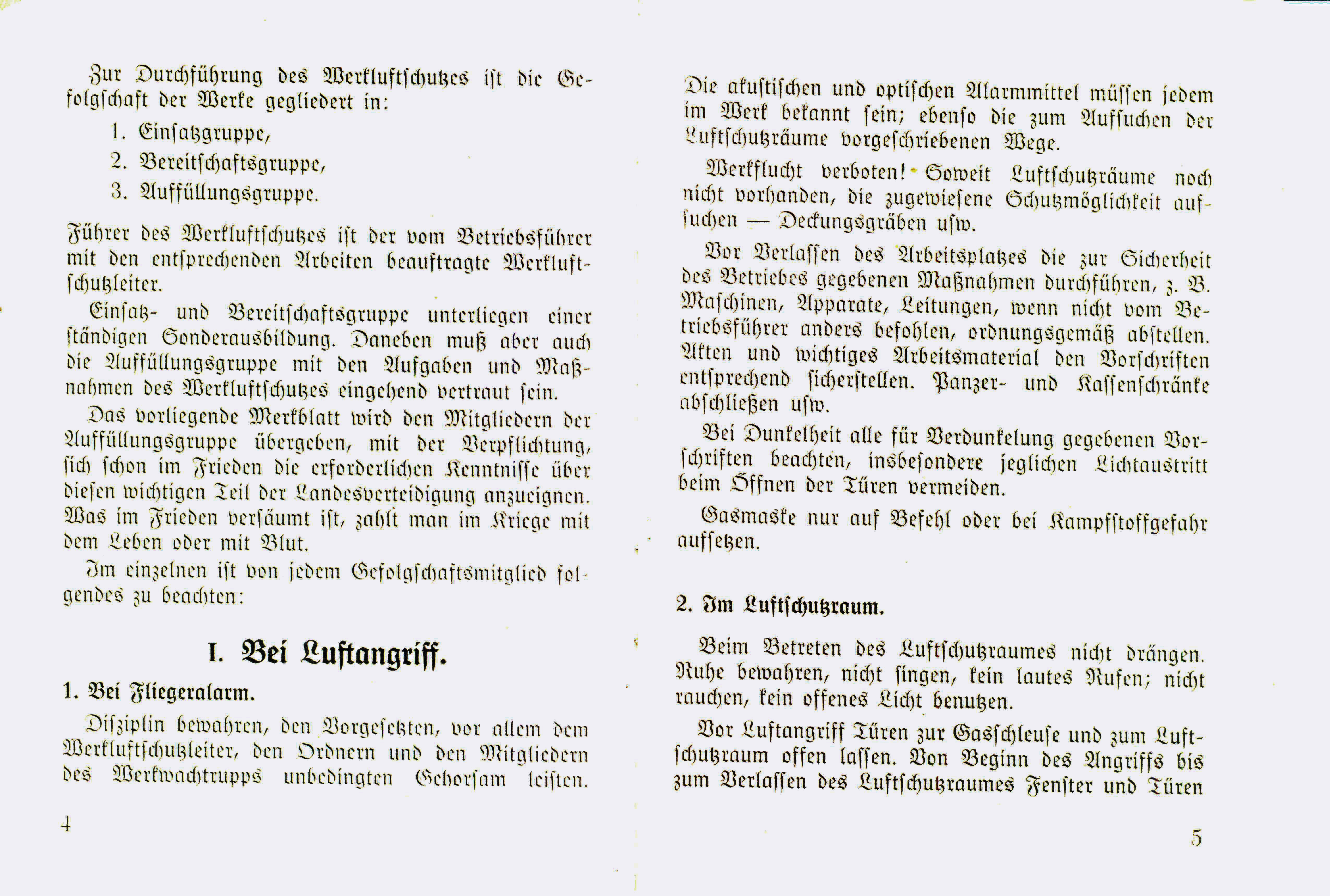
Anweisungen bei Luftangriffen
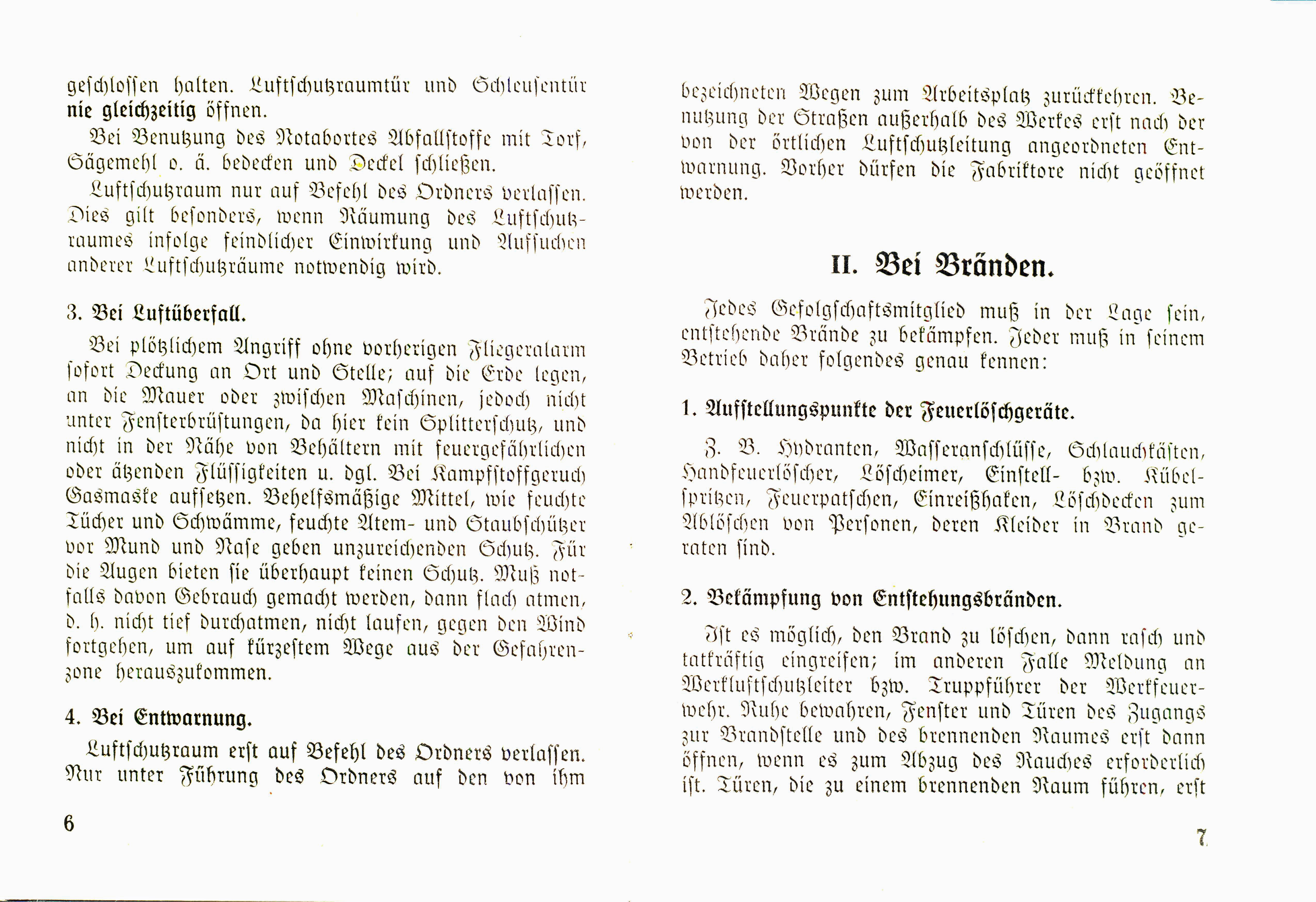
dito bei Bränden
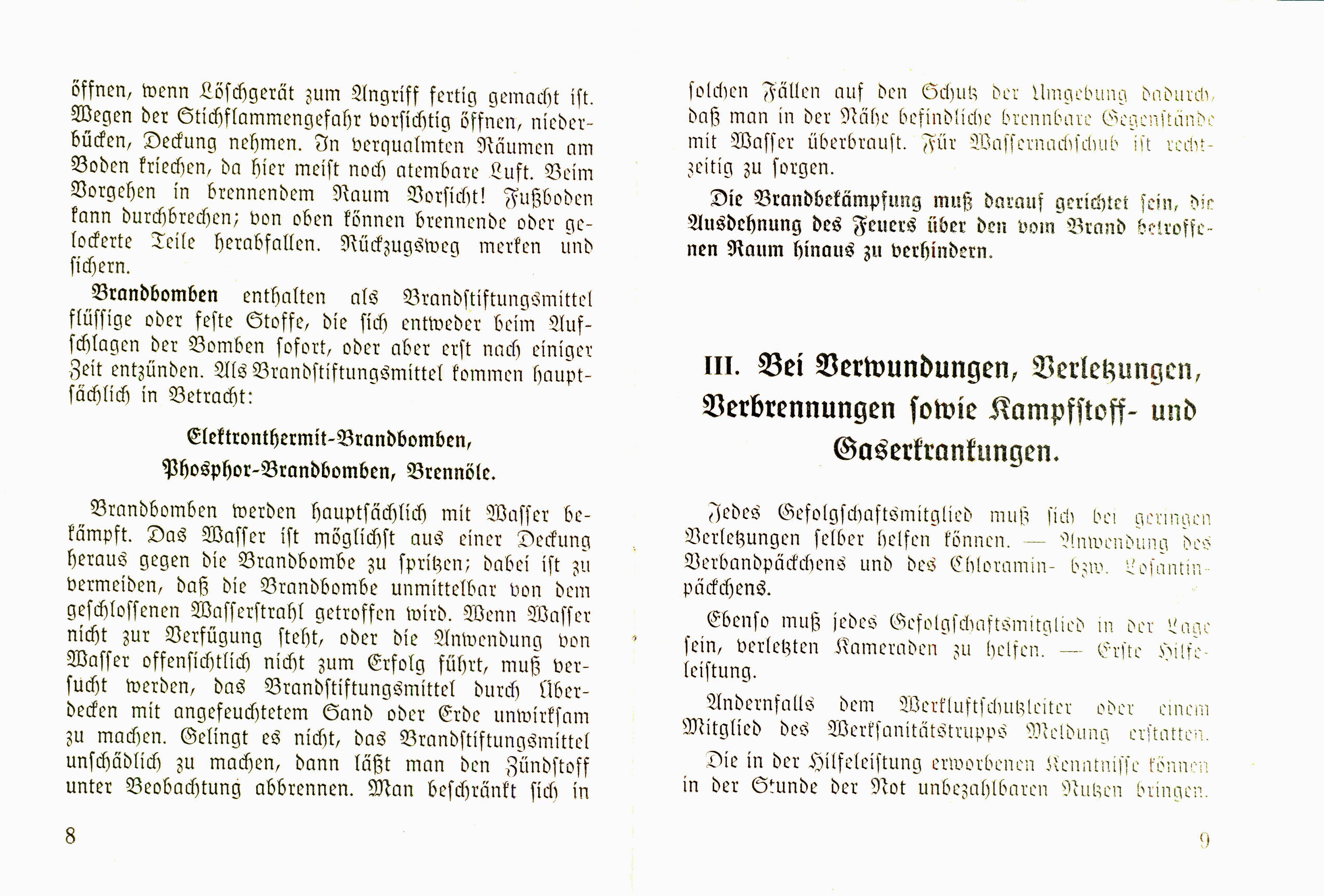
dito bei Verwundungen etc.
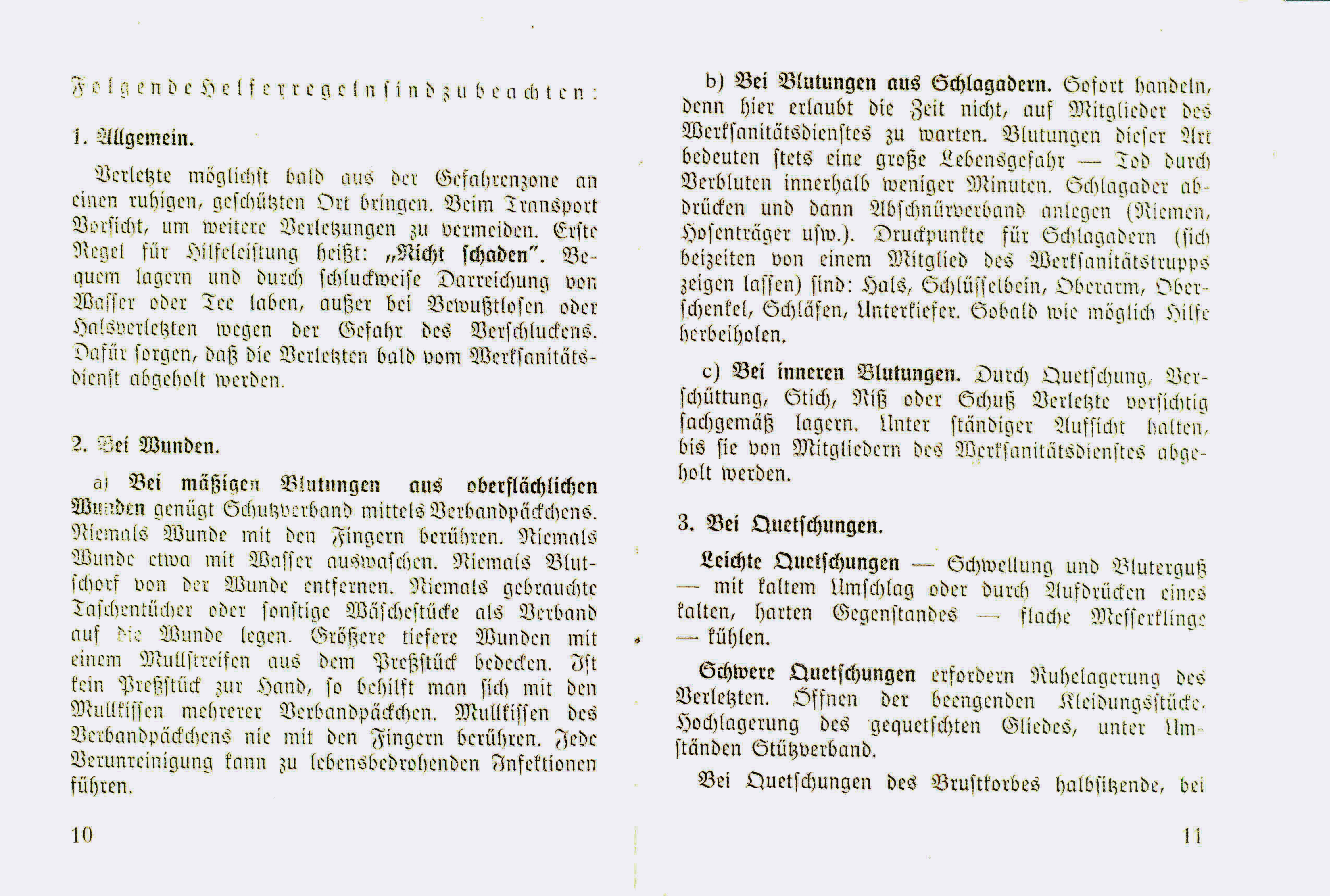
dito (Fortsetzung)
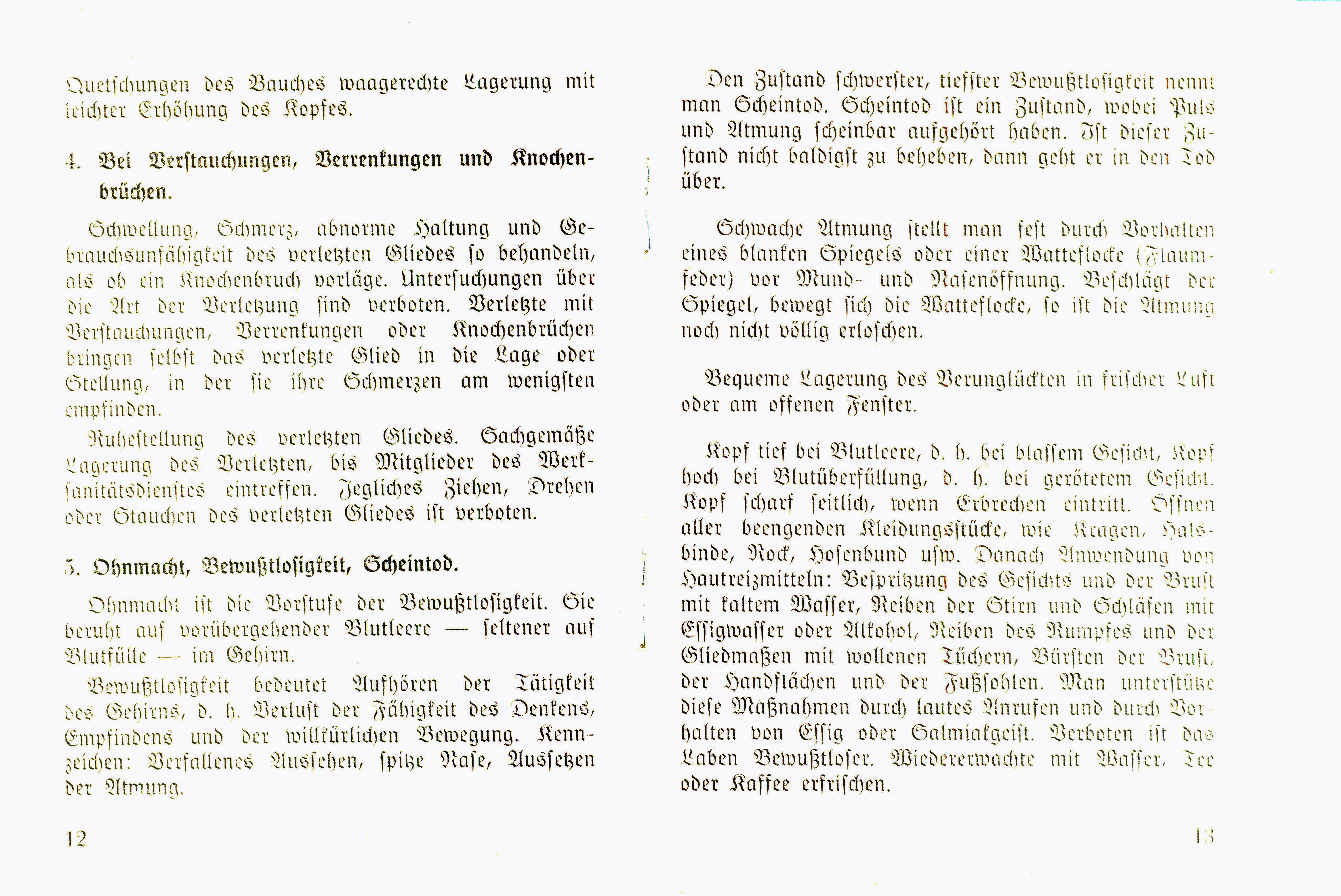
dito (Fortsetzung)
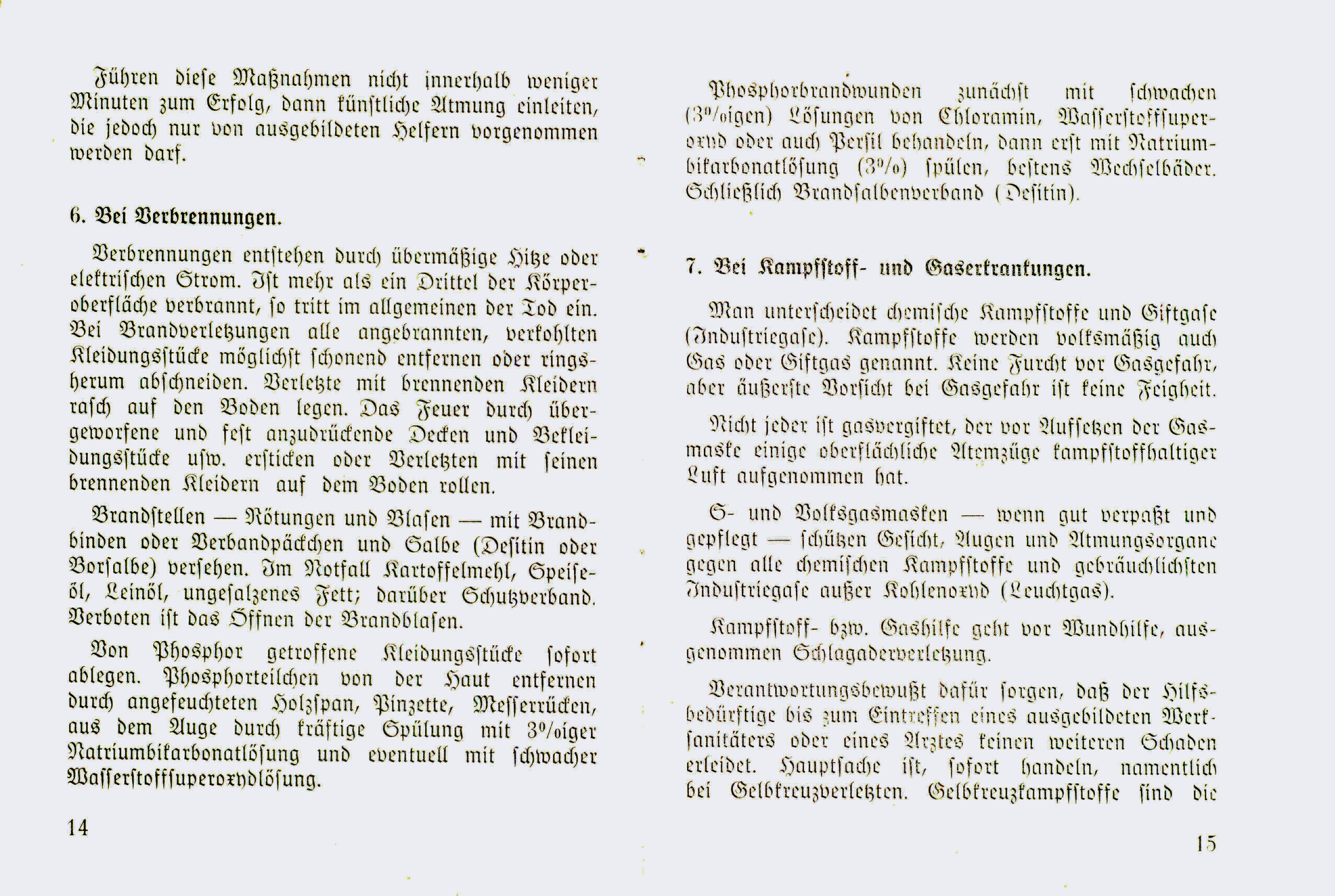
dito (Fortsetzung)
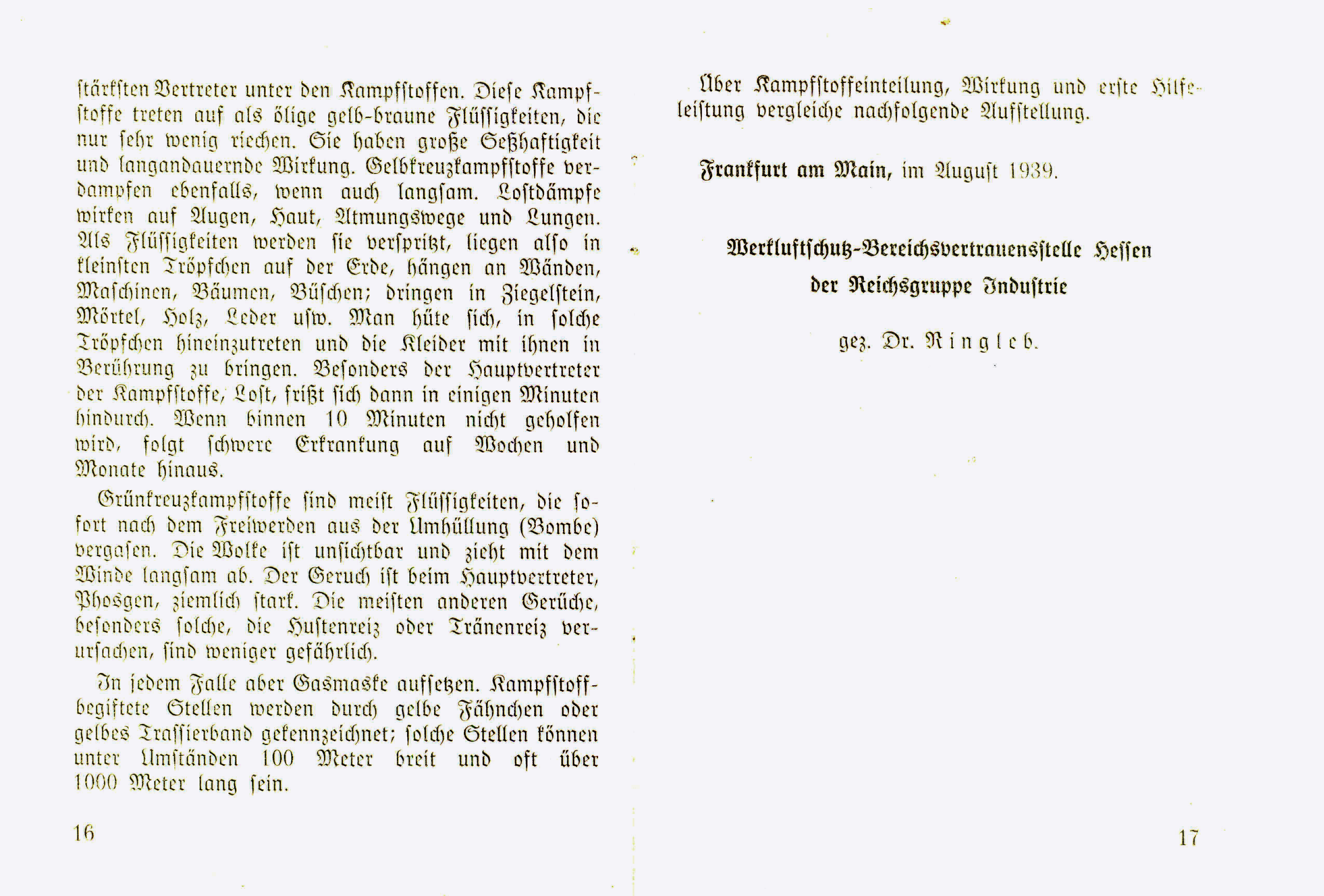
dito (Abschluss)
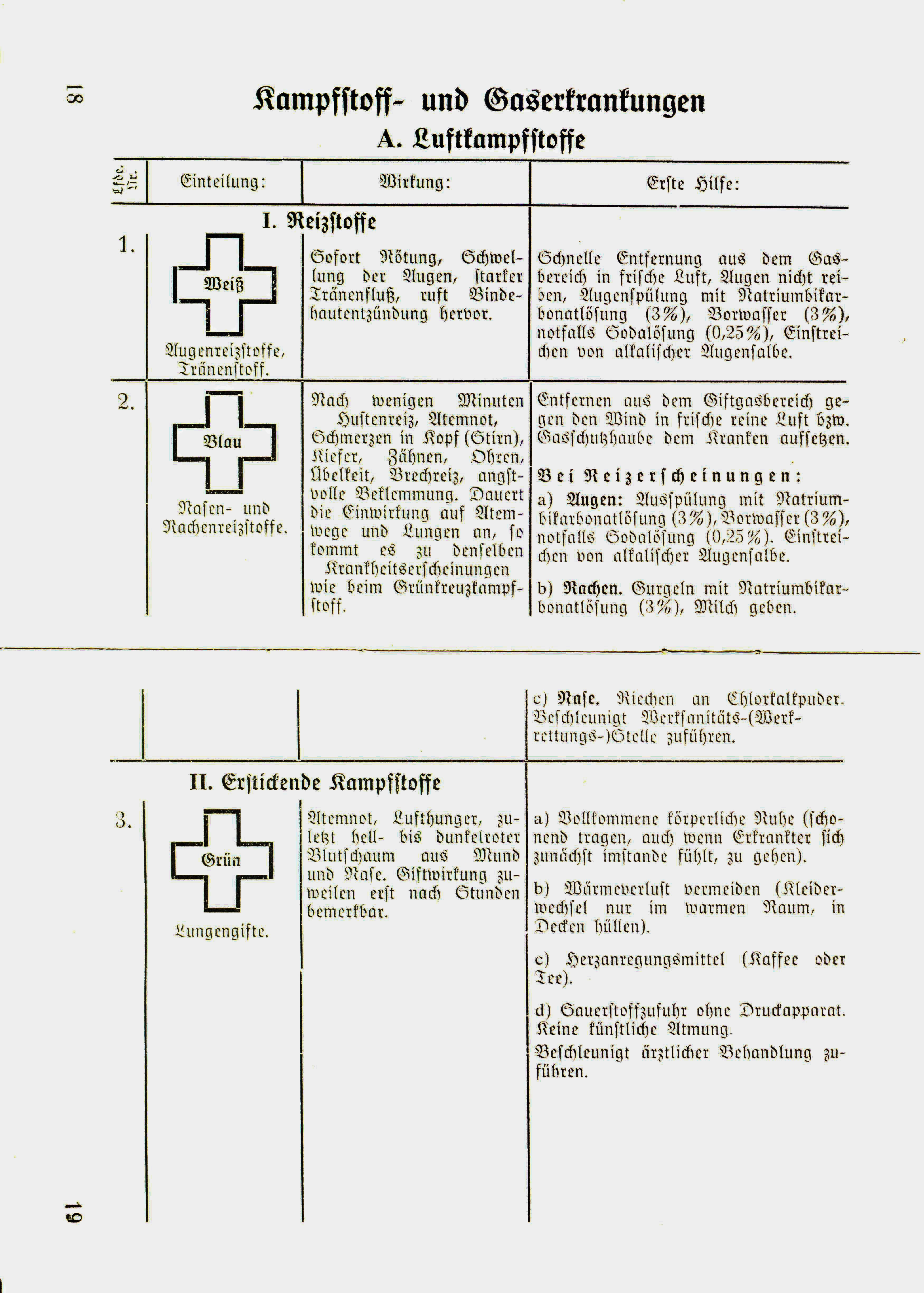
Kampfstoff- und Gaserkrankungen, A. Luftkampfstoffe
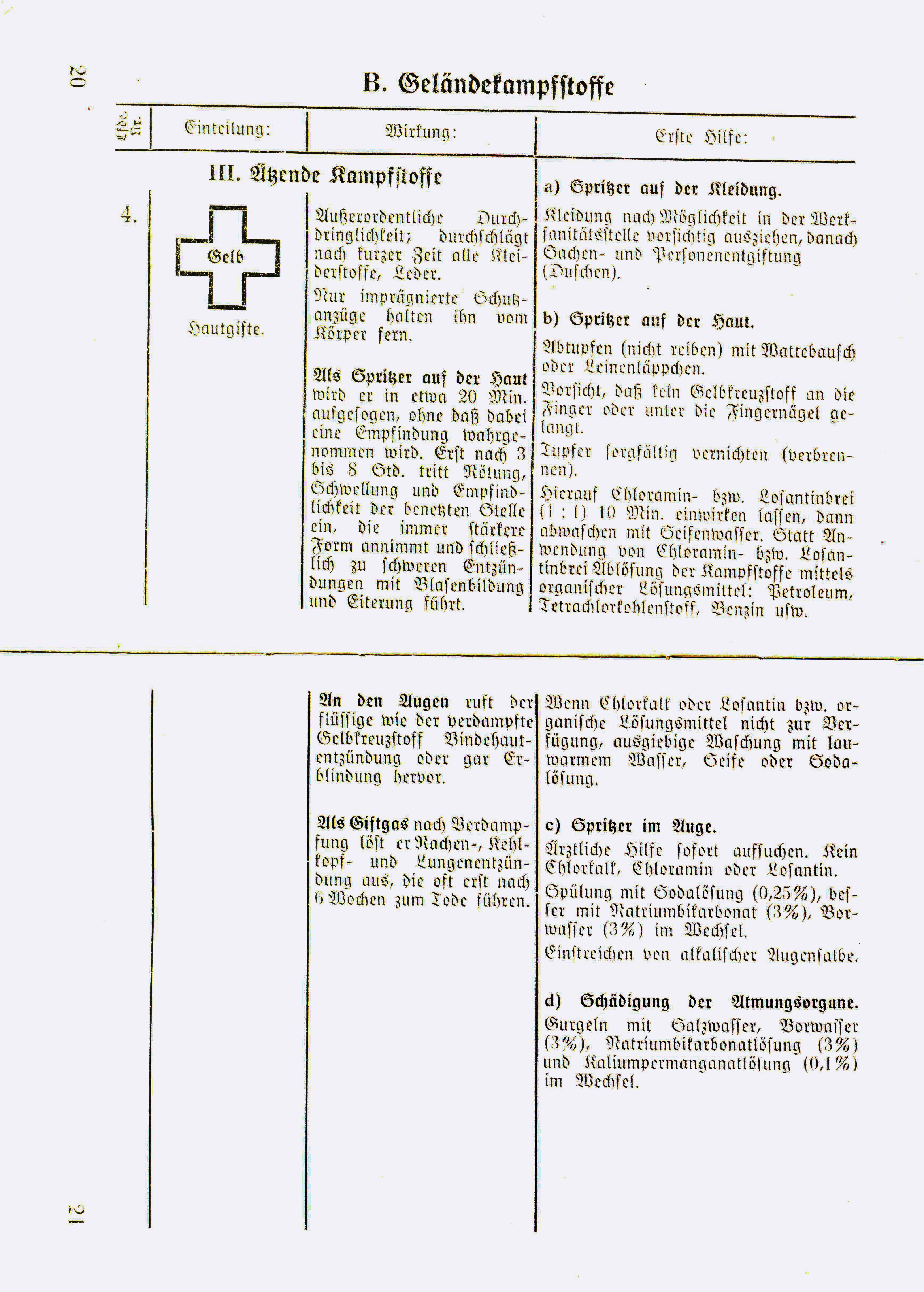
dito B. Geländekampfstoffe
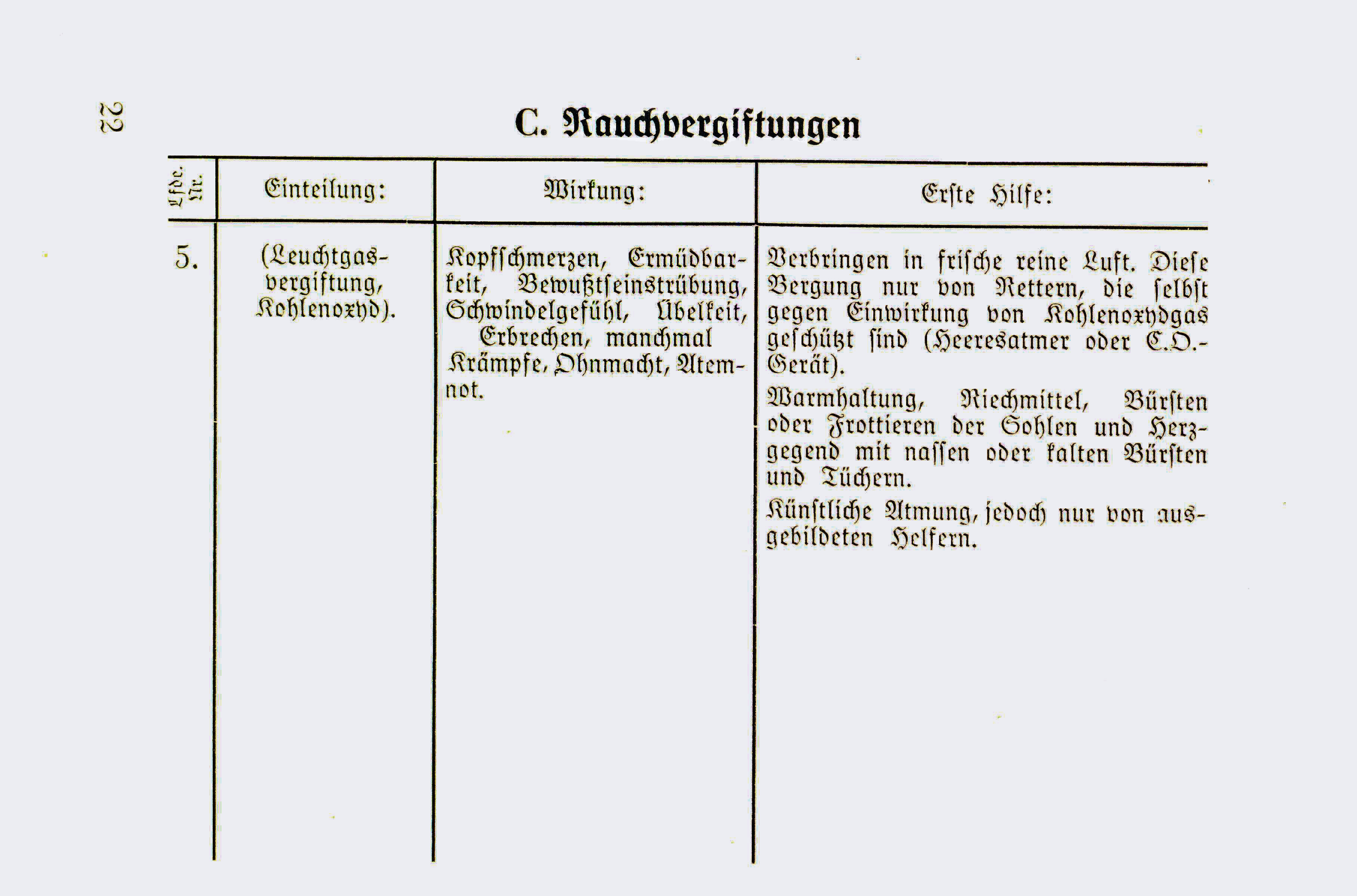
dito C. Rauchvergiftungen

## Wirksamkeit der Maßnahmen
Die Maßnahmen des aktiven Luftschutzes im Zweiten Weltkrieg waren nur teilweise wirksam. Die deutschen Jagdverbände konnten in den ersten Kriegsjahren den alliierten Bomberverbänden zwar schwere Verluste zufügen und zumindest zeitweise einen Verzicht auf Tagangriffe erreichen, aber in den letzten beiden Kriegsjahren konnten die Alliierten nach und nach die völlige Luftherrschaft über Deutschland erringen. Ab dann konnten die deutschen Jagdverbände nur noch wenige Erfolge erzielen. Die Verdunkelung wurde durch den Abwurf von Zielmarkierungsbomben (sogenannte „Weihnachtsbäume“) oft umgangen. Die leichteren Flugabwehrgeschütze konnten die immer höher fliegenden Bomber kaum noch treffen, die schwere Flak war oft an die Front verlegt worden.
Die Maßnahmen des passiven Luftschutzes in Selbsthilfe erwiesen sich in der zweiten Kriegshälfte gegenüber der zunehmenden Wucht der Luftangriffe und dem besiegten aktiven Luftschutz als zunehmend unwirksam. Die Menschen in den Luftschutzkellern erstickten häufig durch den Rauch der Feuer oder den durch die Feuer verursachten Sauerstoffmangel, und die bereitgestellten Löschmittel erwiesen sich gegen die massiven von Brandbomben ausgelösten Brände (manchmal sogar Feuerstürme) als nahezu wirkungslos. Bombensichere Luftschutzbunker und Stollen mit ausreichender Überdeckung hingegen galten als sicher. Nur in wenigen Fällen kamen Menschen in den bombensicheren Luftschutzanlagen der ersten Bauwelle mit 1,40 Meter Wandstärke zu Schaden. Gegen deutsche V2-Raketen gab es nicht einmal eine angemessene Vorwarnzeit, da diese erst in der letzten Phase des Zielanfluges gesehen wurden. Jedoch hat der passive Luftschutz die Auswirkungen mildern können. So konnte nachgewiesen werden, dass der Anteil der Toten und Verletzten an der während des Angriffs anwesenden Zivilbevölkerung bei ausgebildeter Bevölkerung und weitgehenden Baumaßnahmen gesenkt werden konnte. Der Zweite Weltkrieg hat gezeigt, dass ein wirksamer Luftschutz für die Zivilbevölkerung nur sehr eingeschränkt möglich ist.
Da der Abriss von Luftschutzbunkern sehr teuer ist, wurden sie nach dem Zweiten Weltkrieg oft als Lagerhäuser genutzt bzw. entfestigt und zu Wohngebäuden umgestaltet („Umnutzung“).

## Organisation

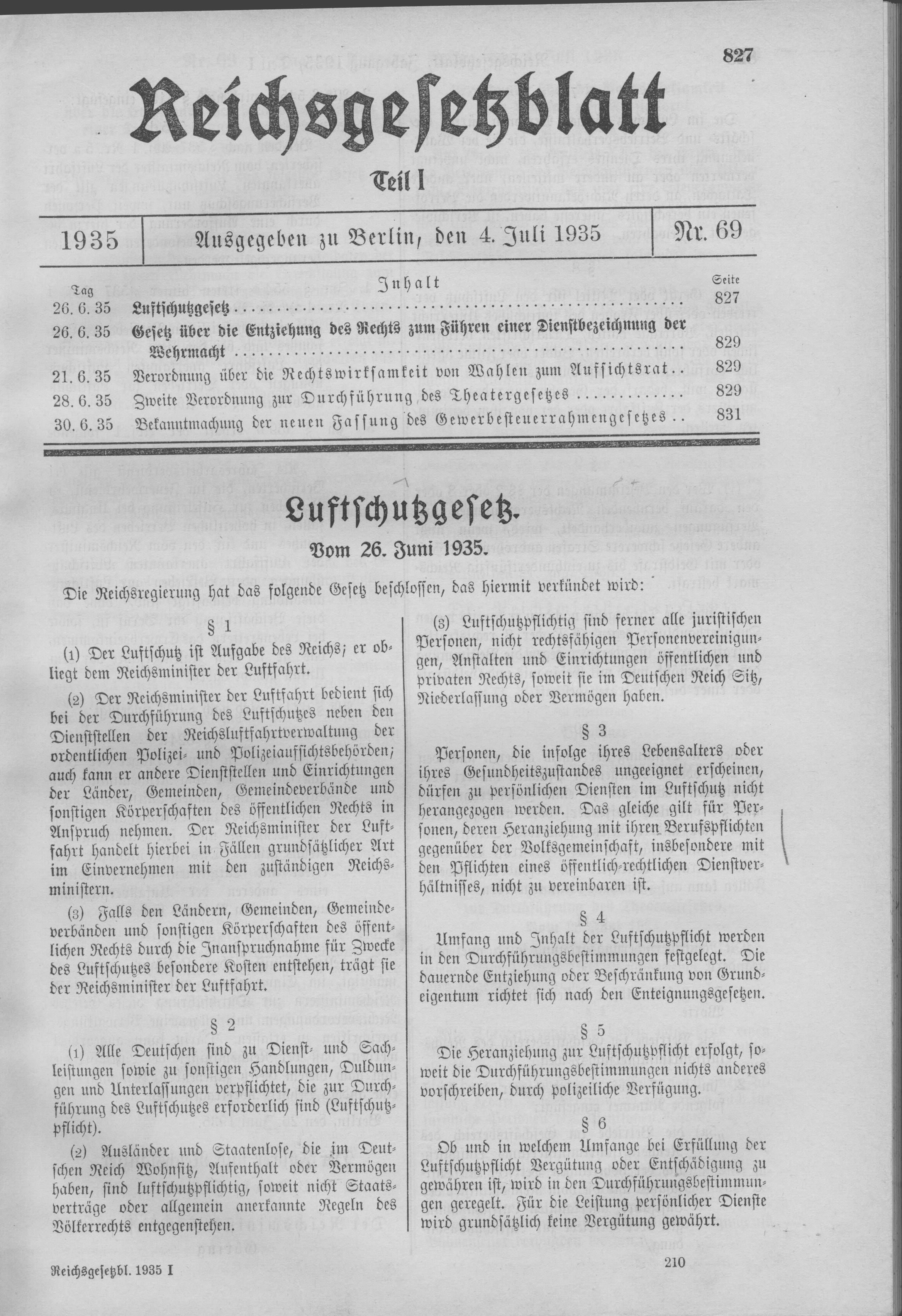
Luftschutzgesetz vom 26. Juni 1935

Für die Ausbildung der ehrenamtlichen Luftschutzwarte war der im April 1933 gegründete und dem Luftfahrtministerium unter Hermann Göring unterstehende Reichsluftschutzbund (RLB) zuständig.
Die Führung der Sicherheits- und Hilfsdienste des gesamten zivilen Luftschutzes hatte der „Polizeiverwalter“, d. h. der Polizeipräsident. Ihm standen Fachberater der Stadtverwaltung, der Feuerwehr, des öffentlichen Rettungsdienstes und des Reichsluftschutzbundes zur Seite. Er hatte mithilfe dieser Organisation und der kommunalen Behörden „seinen Befehlsbereich luftschutzbereit zu machen“.
Unter Luftschutz verstand man die Gesamtheit aller Maßnahmen, die staatlicherseits gegen feindliche Luftangriffe getroffen wurden. Es wurde als klar erwiesen angenommen, dass Kampfflugzeuge und Erdabwehr alleine nicht ausreichen, um einen genügenden Schutz zu gewährleisten, wenn nicht die Bevölkerung durch den zivilen Luftschutz die Grundlage dafür bietet. Man betrachtete den zivilen Luftschutz als notwendige Ergänzung zur militärischen Luftabwehr. Der Zweck des zivilen Luftschutzes war, durch Schutzmaßnahmen die Wirkung von Luftangriffen gegen das Heimatgebiet auf ein möglichst geringes Maß herabzusetzen. Mit der Aufklärung über Art und Größe der Luftgefahr sowie über das richtige Verhalten bei Luftangriffen war der Reichsluftschutzbund (RLB) betraut. Nach Art des Luftschutzes wurde zwischen dem militärischen (der sich wieder in einen angreifenden und einen abwehrenden Teil gliederte) und dem zivilen Luftschutz unterschieden.
Die Organisation des Luftschutzes im zivilen Bereich und Luftschutzorten I. Ordnung (Großstädte) oblag entsprechend der I. Durchführungsverordnung zum Luftschutzgesetz dem zuständigen Ortspolizeiverwalter (Polizeipräsident). Entsprechend dieser Regelung wurde die technische Hilfspolizei der Vollzugspolizei angegliedert. Die Vollzugspolizei gliederte sich in: 1. Ordnungspolizei, 2. Sicherheitspolizei. Innerhalb der Ordnungspolizei unterschied man: 1. die Schutzpolizei des Reiches, 2. die Gendarmerie, 3. die Schutzpolizei der Gemeinden. Zur Ordnungspolizei gehörten ferner: 1. die Verwaltungspolizei, 2. die Schutzpolizei des Reiches, 3. die Schutzpolizei der Gemeinden, 4. die Gendarmerie, 5. die Feuerschutzpolizei, 6. die technische Hilfspolizei – Technische Nothilfe, (Instandsetzungsdienst und Luftschutzpolizei) und die Freiwilligen Feuerwehren.
Die örtliche Luftschutzleitung setzte sich zusammen aus: dem Polizeiverwalter als örtlichem zivilen Luftschutzleiter, dem Führer der Luftschutzpolizei, dem Feuerwehrführer als Führer des gesamten Feuerlöschdienstes, dem leitenden Luftschutz-Arzt als Leiter des gesamten Sanitätsdienstes, dem leitenden LS-Veterinärarzt als Leiter des Veterinärdienstes, dem leitenden Luftschutz-Chemiker als Leiter der Entgiftungstrupps, dem örtlichen Führer der Technische Nothilfe als Leiter des Instandsetzungsdienstes, dem Vertreter der Stadtverwaltung und dem Vertreter des RLB.

## Moderner Luftschutz in Deutschland
Im Kalten Krieg kamen in Westdeutschland schnell Überlegungen zu einer Wiederbelebung des zivilen Luftschutzes auf. 1946 gründeten Aktivisten des aufgelösten Reichsluftschutzbunds den Luftschutzverein. 1951 erfolgte die Umbenennung zum Bundesluftschutzverband. Der ehemalige Wehrmachts- und spätere Bundeswehrgeneral Hans Speidel erwähnte 1948 in einer Denkschrift die Notwendigkeit einer passiven Verteidigung. Zum entscheidenden Vertreter des Luft- und Zivilschutzgedankens wurde aber Erich Hampe, ebenfalls Wehrmachtsgeneral a. D. und später Präsident der Bundesanstalt für zivilen Luftschutz. 1952 erschien erstmals die Zeitschrift „Ziviler Luftschutz“, die weitgehend der Vorgängerpublikation „Gasschutz und Luftschutz“ (1931–1945) entsprach. Beide Publikationen hatten mit Heinrich Paetsch den gleichen Herausgeber. Die Zeitschrift erscheint bis heute unter dem Titel „Notfallvorsorge“. Später war die Aufstellung eines Zivilschutzkorps geplant; dazu kam es allerdings nicht.
Heute werden in Deutschland nur noch wenige Luftschutzbunker betrieben bzw. betriebsbereit gehalten, im Gegensatz zur Schweiz. Die Dienststelle Marienthal (Tarnbezeichnung für die Bunkeranlage der Bundesregierung im Ahrtal bei Bonn) wurde z. B. außer Dienst gestellt. Viele Luftschutzbunker werden heute oder wurden auf Grund der mikroklimatischen Vorteile für die Champignonzucht verwendet (Bunker in den Resten der Ludendorff-Brücke). Die Einführung der Atombombe hat die aus dem Zweiten Weltkrieg stammenden Maßnahmen des Luftschutzes obsolet gemacht. Es ist nicht möglich, größere Teile der Bevölkerung vor den Auswirkungen eines Atomschlages zu schützen. Auch ist es nicht sinnvoll, Luftschutzbunker vorzuhalten, die wegen der Strahlenbelastung auf Jahre hinaus niemand verlassen könnte.
Für den Schutz von Kernkraftwerken gegen Terroranschläge mit gekaperten Verkehrsflugzeugen wurde der Einsatz von Nebelwerfern diskutiert. Diese sollen in Sekunden die ganze Anlage mit einer kohärenten Nebelfront verdecken, die es dem Piloten stark erschweren soll, das Reaktorgebäude mit dem Flugzeug zu rammen. Diese Maßnahme ist hinsichtlich ihrer Wirksamkeit und Durchführbarkeit stark umstritten. Z. B. ist es selten so windstill, dass die Nebelfront nicht „vom Winde verweht“ wird. Zudem findet ein mobiles Navigationssystem einen angesteuerten Punkt auch bei Nebel und/oder Dunkelheit.

## Entwicklung des Luftschutzes in der Schweiz

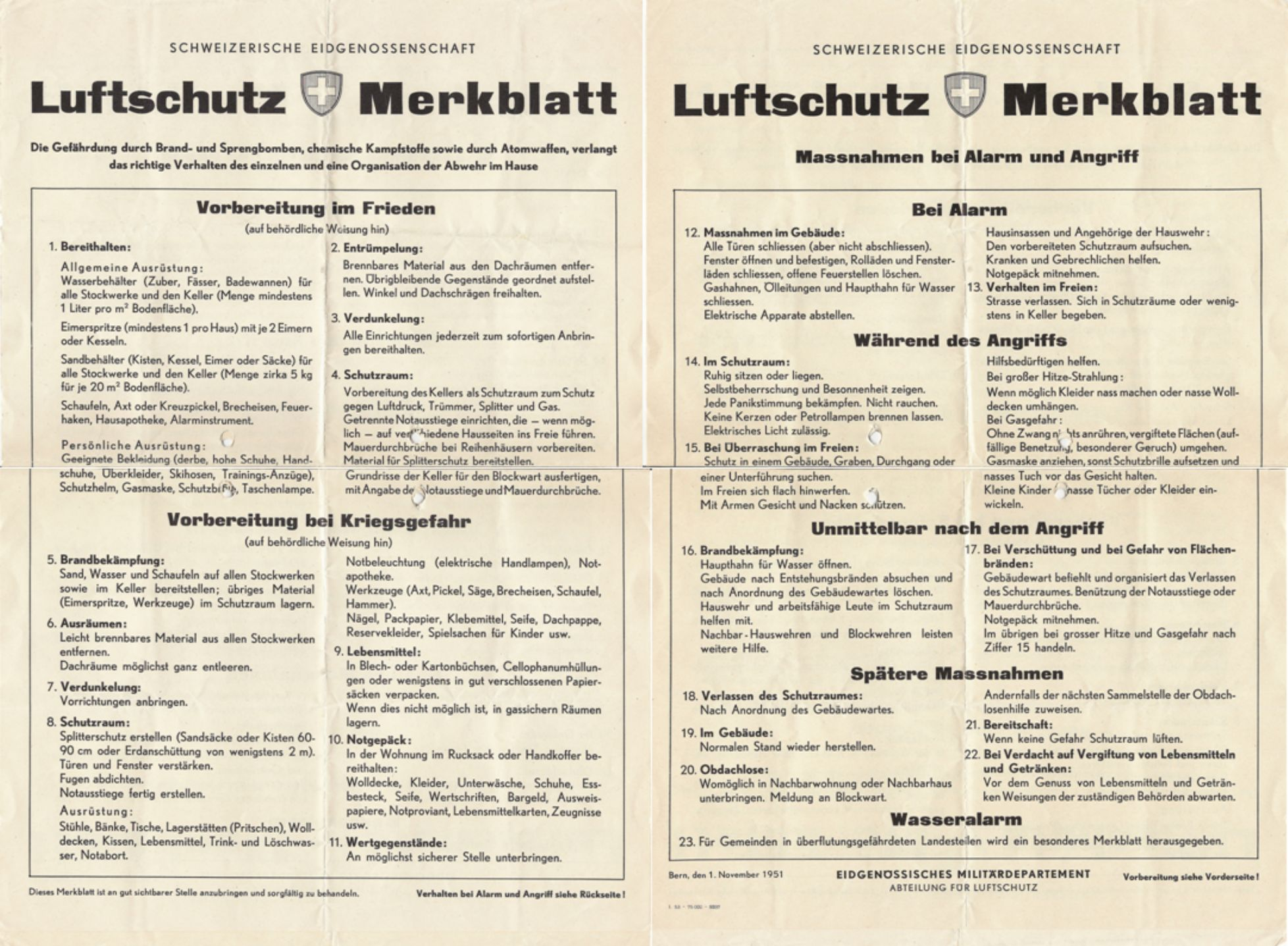
Luftschutzmerkblatt von 1951

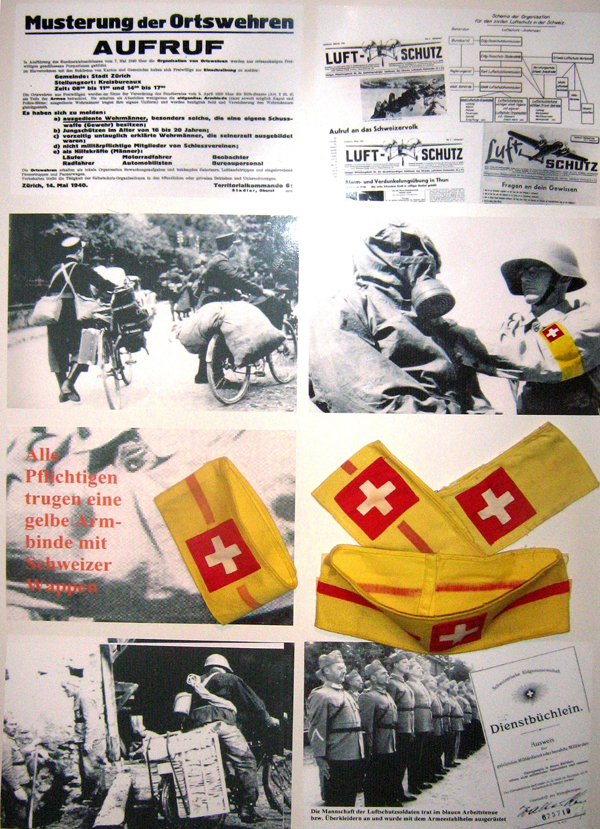
Zivilschutzmuseum Schweiz. Ortswehren – Luftschutz

Im Ersten Weltkrieg gab es erstmals Bombenangriffe aus der Luft und Chemieangriffe. Diese Erfahrungen führten in der Schweiz zum Aufbau des aktiven Luftschutzes als Aufgabenbereich der Armee und des passiven Luftschutzes für die Zivilbevölkerung. Letzterer wurde 1936 als eigene Abteilung im Eidgenössischen Militärdepartement (EMD) errichtet. Bei Kriegsausbruch 1939 war der zivile, unbewaffnete und örtlich organisierte blaue Luftschutz (blau wegen der blauen Überkleider) einsatzbereit. Die Aufgaben dieser Organisation waren das Einrichten von Schutzräumen, die Verdunkelung, die Informationsbeschaffung und -verbreitung usw.
Nach dem Zweiten Weltkrieg wurde die Organisation aufgelöst und durch die im Rahmen der Truppenorganisation 1951 geschaffenen Luftschutztruppen (Bestand: 35.000 Soldaten), als Bindeglied zum örtlichen Zivilschutz, ersetzt. Die 1962 entstandene Abteilung für Territorialdienst wurde dem 1963 neu gegründeten Bundesamt für Zivilschutz im Eidgenössischen Justiz- und Polizeidepartement (EJPD) unterstellt. Die Aufgaben der Luftschutztruppen als Glied der Gesamtverteidigung waren Bergen und Retten, Brandbekämpfung, Erste Hilfe, Dekontamination von Menschen, Material, Gebäuden und Strassen sowie Betreuung von Obdachlosen und Flüchtlingen. Mit der Armeereform 95 wurden die Luftschutztruppen in Rettungstruppen umbenannt. Ihr Aufgabengebiet wurde neben der militärischen Katastrophenhilfe auf humanitäre Rettungseinsätze im Ausland als Teil des Schweizerischen Korps für humanitäre Hilfe ausgeweitet. Die ursprünglich 23 mit Genietruppen ergänzten Rettungstruppen wurden mit der Armee XXI auf 8 Katastrophenhilfe-Bataillone und einem innert Stunden einsatzbereiten Katastrophenhilfe-Bereitschaftsverband reduziert.
Das einzige Zivilschutz-Museum der Schweiz befindet sich in einem dreistöckigen Rundbunker aus dem Zweiten Weltkrieg in der Stadt Zürich. Das Museum zeigt neben den originalen Einrichtungen der einstigen Sanitätshilfsstelle auch die Struktur des modernen Bevölkerungsschutzes und die heutigen Arbeitsgeräte für Rettungseinsätze und technische Hilfeleistungen.

## Sonstiges
Es gab in Deutschland von 1931 bis 1945 eine Zeitschrift „Gasschutz und Luftschutz“ (GuL). Sie wurde im Sommer 1931 von dem Münchner Verleger August Schrimpff begründet. Die Schriftleitung hatten die damals anerkannten Fachleute Rudolf Hanslian und Heinrich Paetsch inne. Für Fragestellungen zur Luftkriegs- wie Luftschutzgeschichte erscheint die GuL als eine Quelle ersten Ranges. Die Zeitschrift behielt nach der nationalsozialistischen Machtergreifung 1933 ihren Charakter als Fachblatt; offene Propaganda blieb eher die Ausnahme. Gleichwohl stand sie dem Dritten Reich positiv gegenüber – dieses förderte den zivilen Luftschutz energisch, später auch zur Kriegsvorbereitung.
Weitere Zeitschriften waren z. B. „Gasschutz“ (Schweiz 1932–1941), „Der Gasschutz“ (Österreich, ab 1932; 1934 umbenannt in „Der Brandschutz“) und eine Zeitschrift der Firma Dräger (1936–1942).